# Sarıca (Azerbaigian)
Sarıca è un comune dell'Azerbaigian situato nel distretto di Şəki. Conta una popolazione di 1 004 abitanti.